# Nostalgia (album)
Nostalgia (ukr. Ностальгія) – album studyjny ukraińskiego chóru męskiego Żurawli wydany w grudniu 2011 r. przez Związek Ukraińców w Polsce. Chórem dyryguje Jarosław Wujcik. Płyta została zarejestrowana w studio Polskiego Radia w Koszalinie im. Czesława Niemena w dniach 10–13 listopada 2011 r.

## Lista utworów
1. Огні горять (Goreją światła; muz. Sydor Worobkiewicz, sł. Taras Szewczenko), 4:49
2. Утоптала стежечку (Wydeptała ścieżkę; muz. Sydir Worobkewycz, sł. Taras Szewczenko), 1:50
3. Тарасова ніч (Noc Tarasa; muz. Kyryło Stecenko, sł. Taras Szewczenko), 4:40
4. За байраком байрак (Za jarem jar; muz. Iwan Łewyćkyj, sł. Taras Szewczenko), 5:50
5. Заповіт (Testament; muz. Hordij Hładkyj, sł. Taras Szewczenko), 5:03
6. Коли ми вмирали (Gdy umieraliście; harm. Roman Kupczyńskyj, sł. Mychajło Kurak), 4:23
7. Чи чуєш мій друже юначе (Czy słyszysz mój młody przyjacielu; harm. Roman Sowiak, sł. NN), 1:28
8. Йшли з походу козаки (Wracali kozacy z wyprawy, muz. Eduard Brylin, sł. Zoja Rużyn), 2:27
9. Ой сів Пугач (Usiadł puchacz, harm. Wiktor Zacharenko, muz. i sł. ludowe), 3:23
10. Полетів би-м на край світа (Poleciałbym na kraniec świata, harm. Jewhen Kozak, muz. i sł. ludowe), 3:54
11. Ой там за Дунаєм (Oj tam za Dunajem; harm. Anatolij Awdiejśkyj, muz. i sł. ludowe), 1:23
12. Хто не любить спів, жону (Kto nie kocha śpiewu, kobiet; muz. i sł. Sydir Worobkewycz), 1:32